# Campeonato nacional de Estados Unidos 1953
Lista de los campeones del Campeonato nacional de Estados Unidos de 1953:

## Senior

### Individuales masculinos
Tony Trabert vence a  Vic Seixas, 6–3, 6–2, 6–3

### Individuales femeninos
Maureen Connolly vence a  Doris Hart, 6–2, 6–4

### Dobles masculinos
Rex Hartwig /  Mervyn Rose vencen a  Bill Talbert /  Gardnar Mulloy, 6–4, 4–6, 6–2, 6–4

### Dobles femeninos
Shirley Fry /  Doris Hart vencen a  Louise Brough /  Margaret Osborne duPont, 6–2, 7–9, 9–7

### Dobles mixto
Doris Hart /  Vic Seixas vencen a  Julia Sampson /  Rex Hartwig, 6–2, 4–6, 6–4
| Predecesor: 1952                         | Campeonato nacional de Estados Unidos 1953 | Sucesor: 1954                         |
| Predecesor: Campeonato de Wimbledon 1953 | Grand Slam 1953                            | Sucesor: Campeonato de Australia 1954 |

- Datos: Q2410121